# مجلس مدينة هوشي منه
مجلس مدينة هوشي منه، الذي يُطلق عليه رسميًا المكتب الرئيسي للجنة الشعبية لمدينة Ho Chi Minh ( Trụ sở Ủy ban Nhân dân Thành phố Hồ Chí Minh ) هي قاعة مدينة مدينة هوشي منه، فيتنام.
بُنيَت القاعة في 1902-1908 على الطراز الاستعماري الفرنسي من قبل المهندس المعماري بول جارديس. منذ عام 197، يضم المبنى اللجنة الشعبية لمدينة هوشي منه، ومجلس الشعب لمدينة هوشي منه، ومحكمة الشعب لمدينة هوشي منه.
على الرغم من أن المبنى غير مفتوح للجمهور، إلا أنه مشهور بفرص التقاط الصور فيه. يمكن للسياح التقاط الصور في الخارج ويختار العديد من الأشخاص القيام بذلك في الليل عندما يضاء المبنى وأراضيه.
المباني الأخرى المجاورة:
- المسرح البلدي، مدينة هوشي منه[الإنجليزية]
- مبنى HSBC، مدينة هوشي منه[الإنجليزية]
- فندق ريكس، مدينة هوشي منه[الإنجليزية]

## معرض

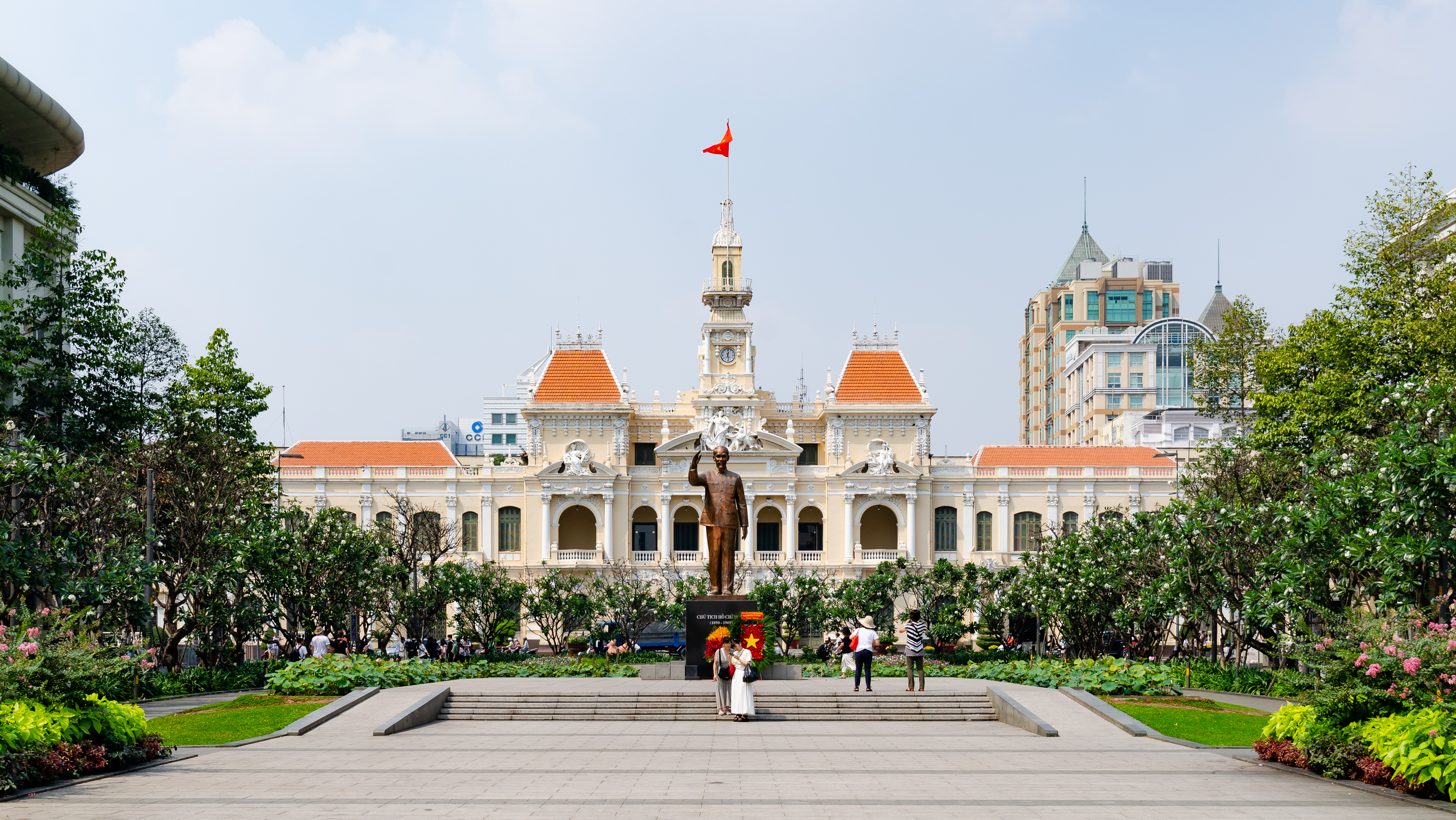
قصر مدينة هوشي منه
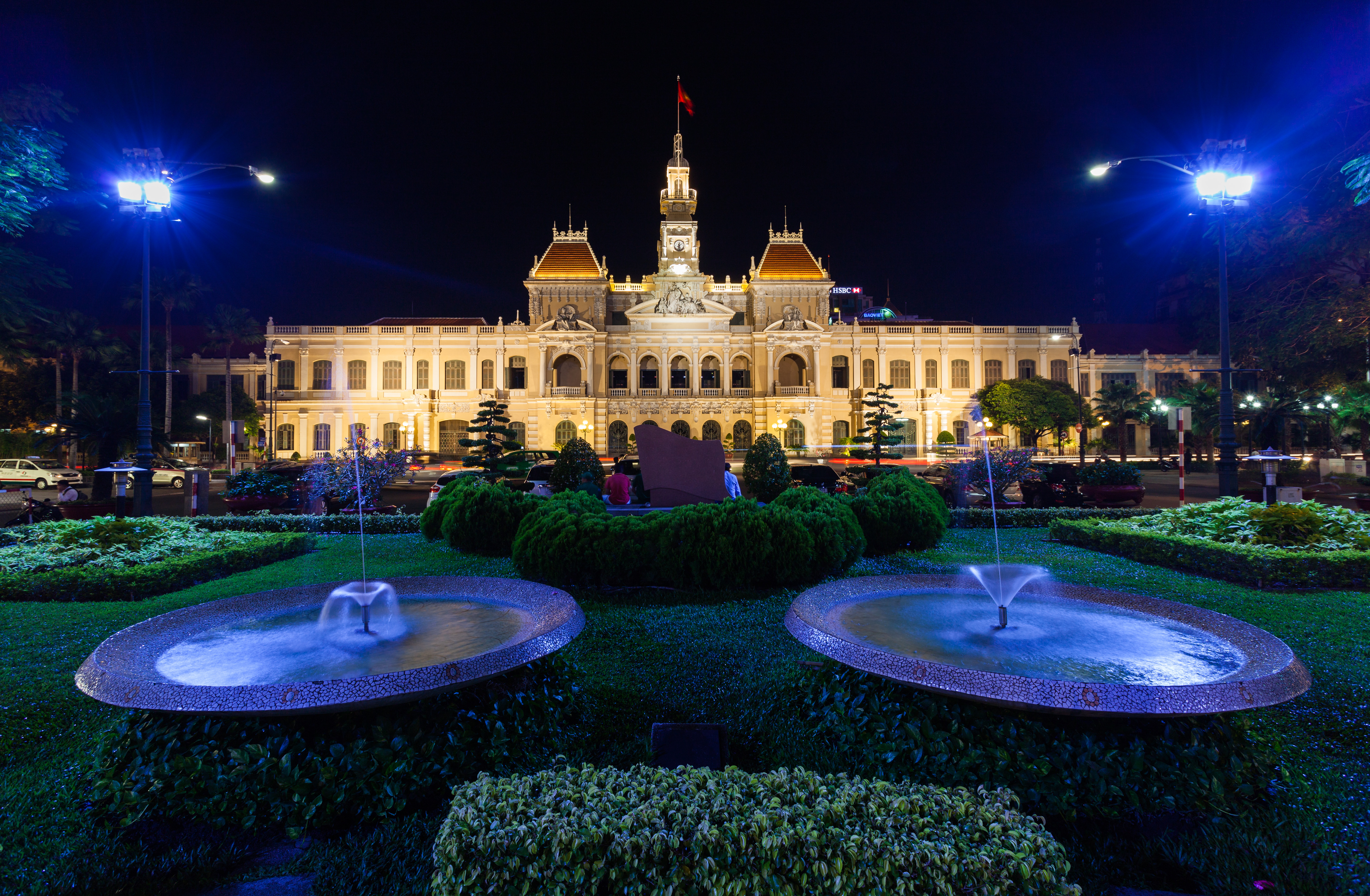
القصر ليلا

## روابط خارجية
- صور مجلس مدينة هوشي منه
- مجلس مدينة هوشي منه
- مجلس مدينة هوشي منه نسخة محفوظة 9 سبتمبر 2017 على موقع واي باك مشين.